# Crocidura cinderella
Crocidura cinderella — вид ссавців родини мідицевих (Soricidae). Він зустрічається в Буркіна-Фасо, Гамбії, Гвінеї-Бісау, Малі, Мавританії, Нігері та Сенегалі. Його природне місце існування — суха савана.